# بلغاريا واليورو

الدول الأعضاء في الاتحاد الأوروبي

  في منطقة اليورو
  ضمن ERM II، دون استثناء (بلغاريا)
  ضمن ERM II، بموجب استثناء (الدنمارك)
  ليست ضمن ERM II،لكن ستنضم عند تحقيق معايير التحول إلى اليورو (جمهورية التشيك ‏، المجر ‏، بولندا ‏، رومانيا ‏، والسويد ‏)

دول ليست أعضاء في الاتحاد الأوربي

  تستخدم اليورو وفق اتفاقية (أندورا، موناكو، سان مارينو، الفاتيكان وأندورا)
  تستخدام اليورو من جانب واحد (كوسوفو والجبل الأسود)

تخطط بلغاريا لاعتماد اليورو لتصبح الدولة رقم 21 في منطقة اليورو. كان الليف البلغاري موجودا في مجلس النقد منذ عام 1997، بسعر صرف ثابت في البداية مقابل المارك الألماني ثم استبدله باليورو. كان التاريخ المستهدف لضم بلغاريا إلى منطقة اليورو هو الأول من يناير 2025. ومع ذلك، خلص تقرير التقارب لعام 2024 الصادر عن البنك المركزي الأوروبي أن بلغاريا لم تستوف بعد معايير التقارب وذلك بسبب مستويات التضخم المرتفعة لديها، بناءً عليه تم تأخير الجدول الزمني لانضمام بلغاريا. بالمقابل أعرب البنك البلغاري الوطني والعديد من السياسيين البلغاريين عن رغبتهم في الانضمام في أقرب وقت ممكن، وتوقعوا أن تكون مستويات التضخم منخفضة بما يكفي مع نهاية العام 2024. إذا اعتمدت بلغاريا اليورو، فإنه سيصبح العملة الوطنية الثانية للبلاد بعد الليف، الذي تم استخدامه منذ أكثر من 140 عامًا. سعر الصرف الثابت هو 1.95583 ليف مقابل 1 يورو.

## معايير التقارب
عندما انضمت بلغاريا إلى الاتحاد الأوروبي في عام 2007، التزمت بتحويل عملتها المحلية الليف إلى اليورو، وذلك وفق معاهدة الانضمام إلى الاتحاد الأوروبي لعام 2005. وسوف يحدث التحول عندما تفي البلاد بجميع معايير التحول إلى اليورو؛ ففي الوقت الراهن، تفي بلغاريا بجميع المعايير باستثناء معيار واحد فقط وهو استقرار الأسعار (أي التضخم). وبما أن الليف كان ثابتاً مقابل المارك الألماني، فقد تحول ربط الليف فعليًا باليورو في الأول من يناير 1999، بمعدل 1.95583 ليف مقابل 1 يورو، وهو سعر الصرف الثابت للمارك الألماني مقابل اليورو.
قبل تصميم العملات النقدية البلغارية اليورو، تم اختيار فارس مادارا كزخرفة على الوجه الأمامي (الجانب "الوطني") للعملات النقدية. وسيتم أيضًا تصوير القديسين البلغاريين، مثل إيفان رلسكي وبايسيوس الهيليندار، على عملات اليورو النقدية البلغارية. وبهذه الطريقة، ستصبح بلغاريا أول دولة أرثوذكسية تضع شخصية مسيحية على عملاتها النقدية الأوروبية. انضمت بلغاريا رسميًا إلى آلية سعر الصرف الأوروبية (ERM II) في 10 يوليو 2020. اعتمد المسؤولون في الحكومة البلغارية والبنك المركزي خطة وطنية لاعتماد اليورو في 30 يونيو 2021، وذلك بعد إعلانهم في نفس اليوم عن نية بلغاريا لتبني اليورو في 1 يناير 2024. في مايو 2022، اعتمدت الحكومة نسخة محددة أكثر من خطتها لتقديم اليورو، مؤكدة التزام البلاد بتبني اليورو في الموعد المستهدف. في 21 فبراير 2023، ألغت بلغاريا فكرة اعتماد العملة الموحدة في 1 يناير 2024 بسبب أزمة سياسية داخلية.
تتطلب معاهدة ماستريخت، التي انضمت إليها بلغاريا من خلال معاهدة انضمامها إلى الاتحاد الأوروبي، انضمام جميع الدول الأعضاء في الاتحاد الأوروبي إلى اليورو بمجرد استيفاء الدولة لمعايير اقتصادية معينة.
في نوفمبر 2007، أعلن وزير المالية البلغاري أن هدفه هو الامتثال لجميع المعايير الخمسة للتحول إلى اليورو بحلول عام 2009 وتبني اليورو في عام 2012. ولكن بلغاريا لم تمتثل لشرطين وهما أن تكون عضواً في آلية أسعار الصرف الأوروبية الثانية لمدة عامين على الأقل، وألا يتجاوز معدل التضخم في بلغاريا نسبة 3.2 % حيث بلغ معدل التضخم في بلغاريا خلال الاثني عشر شهراً من أبريل 2007 إلى مارس 2008 نسبة 9,4%، وهو ما يفوق بكثير حد القيمة المرجعية.
ومع ذلك، نجحت بلغاريا في استيفاء معيار الموازنة الحكومية المتمثل في عدم تجاوز العجز الأقصى 3% من الناتج المحلي الإجمالي للبلاد، حيث سجلت بلغاريا فائض في الموازنة وذلك منذ العام 2003، والتي مثلت في عام 2007 حوالي 3.4% من الناتج المحلي الإجمالي (في ذلك الوقت توقعت المفوضية الأوروبية استمرار هذا الفائض عند مستوى 3.2% من الناتج المحلي الإجمالي لعامي 2008 و2009). كما امتثلت بلغاريا أيضًا لمعايير الدين العام. حيث انخفض الدين البلغاري من 50% من الناتج المحلي الإجمالي إلى 18% في عام 2007، وكان من المتوقع أن يصل إلى 11% في عام 2009. وأخيرا، بلغ متوسط سعر الفائدة الطويل الأجل 4.7% في مارس 2008، وهو ما يقع ضمن الحد المرجعي البالغ 6.5%.
أشار تحليل أجري عام 2008 إلى أن بلغاريا لن تكون قادرة على الانضمام إلى منطقة اليورو قبل عام 2015 بسبب ارتفاع التضخم وتداعيات الأزمة المالية العالمية في عامي 2007 و2008. اقترح بعض أعضاء الحكومة البلغارية، ولا سيما وزير الاقتصاد بيتر ديميتروف، إعتماد اليورو من جانب واحد إلا أن هذا الاقترح لم يلق ترحيبا من المفوضية الأوروبية.
وقد التزمت بلغاريا بأربعة من المعايير الخمسة وذلك وفق التقرير الذي نشره البنك المركزي الأوروبي في يونيو 2024.

### الانضمام إلى آلية سعر الصرف الأوروبية
تم ربط الليف البلغاري باليورو منذ إطلاق هذا الأخير في عام 1999، بسعر ثابت 1 يورو لكل 1.95583 ليف بلغاري، وذلك من خلال مجلس نقد يتم إدارته بدقة. قبل ذلك، كان الليف مرتبطًا بالمارك الألماني. في حين أن مجلس النقد الذي يربط بلغاريا باليورو يُنظر إليه على أنه مفيد للبلاد التي تفي بالمعايير بسرعة كبيرة، فقد ضغط البنك المركزي الأوروبي على بلغاريا للتخلي عنه لأنه لم يكن يعرف كيف يسمح لدولة تستخدم مجلس العملة بالانضمام إلى اليورو. أعرب رئيس الوزراء البلغاري عن رغبته في الحفاظ على مجلس العملة حتى اعتماد اليورو. ومع ذلك، فإن عوامل مثل ارتفاع التضخم، وسعر الصرف غير الواقعي مع اليورو، وانخفاض إنتاجية البلاد تتأثر سلبًا بالنظام.
أعلن سيمون ديانكوف وزير المالية البلغاري في سبتمبر 2009 أن بلغاريا تخطط لدخول آلية أسعار الصرف الأوروبية الثانية في شهر نوفمبر، ولكن لم يتم الإيفاء بهذا الموعد. ثم تأخر ذلك أكثر بسبب زيادة العجز في الميزانية، خارج معايير معاهدة ماستريخت. منذ عام 2011، كان عدم انضمام بلغاريا لآلية سعر الصرف الأوروبية الثانية هو العامل الأساسي الذي منع انضمامها إلى اليورو، حيث استوفت بلغاريا المعايير الأخرى لتبني اليورو. في يوليو 2011، صرح ديانكوف أن الحكومة لن تتبنى اليورو طالما استمرت أزمة الديون السيادية الأوروبية. في عام 2011، صرح وزير المالية البلغاري سيمون دجانكوف بأن اعتماد اليورو سوف يتم تأجيله حتى نهاية أزمة منطقة اليورو.
في يناير 2015 عدّل وزير المالية آنذاك فلاديسلاف جورانوف نهجه وقال إنه من الممكن أن تنضم بلغاريا إلى آلية سعر الصرف الأوروبية الثانية قبل نهاية عام 2018. وقال جورانوف إنه سيبدأ على الفور محادثات مع مجموعة اليورو لوضع خطة للانضمام إلى آلية سعر الصرف الأوروبية. في يوليو 2015، أنشأت الحكومة البلغارية مجلس تنسيق لإعداد البلاد لعضوية منطقة اليورو. وكان من المقرر أن يقوم مجلس التنسيق بصياغة خطة لإدخال اليورو، واقتراح تاريخ مستهدف، وتنظيم التحضيرات وتنسيق مجموعات العمل المتخصصة.
حظي هذا النهج بدعم المحافظ السابق للبنك البلغاري الوطني كوليو باراموف، الذي كان في منصبه عندما تم إنشاء مجلس العملة الحكومي. وزعم باراموف أن التبني من شأنه أن يُحدث عددًا من التأثيرات الاقتصادية الإيجابية:
بعد إعادة انتخاب حكومة بوريسوف في عام 2017، أعلن عن نيته التقدم بطلب الانضمام إلى آلية سعر الصرف الأوروبية، لكن جورانوف أوضح أن الحكومة لن تتقدم بطلب الانضمام إلا بعد أن تصبح دول منطقة اليورو مستعدة للموافقة على الطلب، وأنه يتوقع أن يكون لديه وضوح بشأن هذه المسألة مع نهاية العام 2017. أشار بوريسوف في يناير 2018 وذلك بعد توليه رئاسة مجلس الاتحاد الأوروبي إلى أنه لم يتم تقديم أي توضيح لكنه أعلن أنه سيسعى إلى تقديم طلبات لكل من آلية أسعار الصرف الأوروبية الثانية ومنطقة شنغن بحلول يوليو 2018 بغض النظر عن ذلك. أعربت بلغاريا عن رغبتها في الانضمام إلى آلية سعر الصرف الأوروبية الثانية والالتزام بالدخول في اتفاقية "تعاون وثيق" مع الاتحاد المصرفي الأوروبي وذلك بموجب خطاب تم إرساله إلى مجموعة اليورو في يوليو 2018.
قال جورانوف في يناير 2019 إنه يأمل أن تتمكن بلغاريا من الانضمام إلى آلية سعر الصرف الأوروبية في يوليو 2019 وتقديم اليورو في الأول من يناير 2022. ومع ذلك، تم تأجيل الموعد النهائي الأول إلى يوليو 2019 بسبب الشروط الإضافية التي طلبتها حكومات منطقة اليورو من بلغاريا وهي:
- الانضمام إلى الاتحاد المصرفي الأوروبي في نفس الوقت مع آلية سعر الصرف الأوروبية (بمعنى أن البنوك البلغارية يجب أن تجتاز اختبارات الإجهاد أولاً).
- تعزيز الرقابة على القطاع المالي غير المصرفي وتنفيذ إجراءات مكافحة غسيل الأموال  [لغات أخرى]‏في الاتحاد الأوروبي بشكل كامل.
- تنفيذ إصلاحات آلية التعاون والتحقق  [لغات أخرى]‏ بشكل شامل.

وفي حين تم ذكر إصلاحات آلية التعاون والتحقق ومن المتوقع تحقيق تقدم في الإصلاح القضائي ومكافحة الجريمة المنظمة، فإن مغادرة آلية التعاون والتحقق ليست شرطاً مسبقاً.
كان هدف جورانوف في أكتوبر 2019 هو الدخول في آلية أسعار الصرف الأوروبية بحلول أبريل 2020. وفي يناير 2020، قالت المديرة العامة لصندوق النقد الدولي كريستالينا جورجيفا إنه بلغاريا قد تنضم إلى آلية سعر الصرف الأوروبية في وقت لاحق من العام 2020 وتتبنى اليورو في عام 2023. صرح بوريسوف في فبراير 2020 أن طلب بلغاريا سيتم مراجعته في يوليو. وفي شهر مارس قال البنك المركزي البلغاري إن هذا الهدف لم يعد واقعيًا بسبب تداعيات جائحة فيروس كورونا. ومع ذلك أعلن بوريسوف في أبريل أنه سيقدم الطلب بحلول نهاية أبريل. وكان السبب الذي قدمه لهذا التراجع هو حزمة الإنقاذ التي تبلغ قيمتها 500 مليار يورو للتعامل مع التداعيات الاقتصادية لجائحة فيروس كورونا، والتي اتفق عليها وزراء مالية مجموعة اليورو في 10 أبريل. في 24 أبريل، أعلنت وكالة فيتش للتصنيف الائتماني أنها قد ترفع تصنيفات بلغاريا الائتمانية الافتراضية للعملة الأجنبية (IDR) في الفترة ما بين انضمام بلغاريا إلى آلية أسعار الصرف الأوروبية الثانية واعتماد اليورو.
في 30 أبريل 2020 تقدمت بلغاريا رسميًا إلى البنك المركزي الأوروبي بطلب الانضمام إلى آلية أسعار الصرف الأوروبية، وهي الخطوة الأولى نحو تقديم اليورو. في الثاني عشر من مايو صرح نائب الرئيس التنفيذي للمفوضية الأوروبية فالديس دومبروفسكيس أن بلغاريا قد تنضم إلى آلية سعر الصرف الأوروبية مع كرواتيا في يوليو وهذا ما فعلته الدولتان في العاشر من يوليو.
بموجب قرار البنك المركزي الأوروبي الصادر بتاريخ 24 يونيو 2020، أصبحت بلغاريا والبنك الوطني لها عضوًا في الاتحاد المصرفي الأوروبي من خلال اتفاقية تعاون وثيق دخلت حيز التنفيذ في 1 أكتوبر 2020.

### الانضمام إلى منطقة اليورو
أعلنت وزيرة المالية روسيتسا فيلكوفا في فبراير 2023 أن الموعد المستهدف لدخول بلغاريا إلى منطقة اليورو سوف يتم تأجيله من 1 يناير 2024 إلى 1 يناير 2025، ويعود ذلك في المقام الأول إلى عدم استيفاء التضخم المتوقع لمعيار التضخم في الوقت المناسب. في أبريل 2023 تم جمع ما يكفي من التوقيعات لطرح مشروع القانون للاستفتاء. ومع ذلك رفض البرلمان البلغاري الاستفتاء في يونيو 2023 بأغلبية 98 صوتًا ضده و46 امتناعًا عن التصويت و68 صوتًا مؤيدًا. في 26 يوليو 2023 اعتمدت الحكومة البلغارية التي تم تشكيلها حديثًا برنامجًا ينص على أن التحول إلى اليورو في يناير 2025 هو أحد أولويات الحكومة الرئيسية. في نوفمبر 2023 تم الكشف عن تصميم عملة اليورو البلغارية وتمت الموافقة عليها من قبل البنك البلغاري الوطني.
من أجل ضمان الامتثال الكامل للمعايير القانونية لاعتماد اليورو وافق البرلمان البلغاري على التشريع اللازم بشأن البنك البلغاري الوطني في 1 فبراير 2024. ومع ذلك ووفقًا لتقييم رئيس بنك بلغاريا الوطني ديميتار راديف فإن المراجعة الدستورية المعتمدة مؤخرًا (التي فتحت الباب لتعيين رئيس أو نائب رئيس بنك بلغاريا الوطني كرئيس وزراء مؤقت في حالة فشل محاولات تشكيل حكومات منتظمة)، والمراجعة المعتمدة مؤخرًا للقانون المتعلق ببنك بلغاريا الوطني (التي سمحت لرئيس الوزراء المؤقت استئناف عمله ودوره في بنك بلغاريا الوطني بعد أن أكمل فترة ولايته كرئيس وزراء مؤقت)، من غير المتوقع أن تتوائم مع معايير التقارب التي وضعها البنك المركزي الأوروبي للامتثال القانوني. وذلك على الرغم من أنه لم يتم التشاور مع البنك المركزي الأوروبي بشأن ذلك، ولكن من المتوقع أن يكشف البنك المركزي الأوروبي عن تقييمه لهذه القضية المحتملة في تقرير التقارب المقرر نشره في يونيو 2024.
قال رئيس الوزراء البلغاري نيكولاي دينكوف في 20 يناير 2024 خلال مقابلة إن بلغاريا قد تضطر إلى تأخير اعتماد اليورو حتى 1 يوليو 2025 وذلك في حال لم يتم استيفاء معيار التضخم في الوقت المناسب، على الرغم من أن التاريخ المستهدف وهو 1 يناير 2025 سيبقى دون تغيير. ويعتقد وزير المالية آسين فاسيليف أن بلغاريا تسير على الطريق الصحيح نحو اعتماد اليورو خلال عام 2025، حيث من المتوقع استيفاء آخر معايير التضخم بين يونيو وسبتمبر 2024، ومن المتوقع أن يوافق البنك المركزي الأوروبي قريبًا على قانون اعتماد اليورو البلغاري المعدل.
تم طرح قانون اعتماد اليورو كمشروع قانون للتشاور العام في الفترة من 25 مارس إلى 24 أبريل، وسيخضع بعد ذلك لموافقة البرلمان البلغاري؛ وكانت المفوضية الأوروبية قد وافقت بالفعل على النسخة المنشورة في 26 مارس. اقترح البنك المركزي الأوروبي في 2 مايو 2024 عدة تعديلات على قانون اعتماد اليورو المقترح. أوضحت وزارة المالية البلغارية لاحقًا أن قانون اعتماد اليورو المقترح لن يتم تقييمه أبدًا من قبل البنك المركزي الأوروبي كجزء من اختبار امتثاله لتبني اليورو للتشريعات الوطنية في تقارير التقارب الخاصة به (نظرًا لأن هذا القانون هو مسألة وطنية فقط)، لكنها أكدت أنه من منظور وطني من المهم أن تصوت الجمعية الوطنية وتوافق على هذا القانون بحلول نهاية صيف 2024. تم في 25 مارس إطلاق موقع إلكتروني مخصص للتواصل بشأن التقدم المحرز نحو إدخال اليورو في بلغاريا والجوانب العملية للتحول إلى اليورو،  كما وقعت المفوضية الأوروبية اتفاقية شراكة لتمويل الحملات الإعلامية المشتركة الموجهة إلى المواطنين والشركات البلغارية بشأن جميع جوانب التحول إلى اليورو في 12 أبريل.
بعد فشل التناوب الحكومي المخطط له والمفاوضات بشأن ولاية حكومية متجددة للأشهر التسعة المقبلة، وفشل المحاولات اللاحقة لتشكيل حكومة جديدة بين الأحزاب المنتخبة، أعلن الرئيس البلغاري رومين راديف أنه سيعين رئيس وزراء مؤقتًا جديدًا وحكومة مؤقتة مكلفة بتنظيم انتخابات مبكرة في يونيو 2024. وحذر المحللون من أن الانتخابات المبكرة قد تؤدي إلى تأخير الجهود المبذولة من جانب بلغاريا لتبني اليورو في عام 2025. ومع ذلك صرح وزير المالية المنتهية ولايته آسين فاسيليف بأن الاستعدادات وصلت إلى مرحلة متقدمة لدرجة أن الحكومة المؤقتة في المرحلة الحالية قد تضمن دخول منطقة اليورو في عام 2025. صرح رئيس الوزراء المؤقت القادم ديميتار جلافتشيف أن الحكومة المؤقتة القادمة سوف تستمر في التركيز على تحقيق عضوية منطقة اليورو وشنغن بين أولوياتها.
في 26 يونيو 2024 أصدر البنك المركزي الأوروبي تقريره الذي أكد فيه أن البلاد فشلت في الامتثال لمعايير التضخم وبالتالي لم تتمكن من الانضمام إلى منطقة اليورو في الموعد المستهدف في 1 يناير 2025. وفقًا لموقع البنك البلغاري الوطني من المتوقع أن يتم استيفاء معايير التضخم بحلول نهاية عام 2024، وإذا كان الأمر كذلك، فستطلب الدولة إعادة تقييم الامتثال خارج الدورة للحصول على الموافقة على اعتماد اليورو في أقرب وقت ممكن. في يونيو 2024 قال القائم بأعمال وزير المالية البلغاري إن بلغاريا ستحتاج إلى خفض التضخم من أجل تلبية متطلبات البنك المركزي الأوروبي لتبني اليورو في يناير 2026.
في 26 يوليو 2024، اعتمد أعضاء الجمعية الوطنية البلغارية قرارًا يلزم الحكومة البلغارية بتسريع عملية إدخال العملة الأوروبية المشتركة. وبموجب القانون المعتمد، ستحاول بلغاريا الدخول إلى منطقة اليورو في الأول من يوليو 2025. إذا حدث هذا فإن بلغاريا سوف تصبح أول دولة تتبنى اليورو في منتصف العام بدلاً من بدايته. في السابع من أغسطس تم اعتماد القانون الذي طال انتظاره بشأن إدخال اليورو والذي يمثل في الواقع القانون التشريعي الأكثر أهمية اللازم للسير السلس لعملية تغيير العملة. وصوت 167 نائبا لصالح القانون بينما عارضه 48 نائبا. ولم يمتنع عن التصويت سوى مجموعة "هناك مثل هذا الشعب" ومجموعة مستقلة واحدة. ويعتبر هذا القانون في غاية الأهمية لأنه يحدد الشروط والطرق التي سيتم بها تغيير العملة. وهذا هو آخر إجراء قانوني مهم تتخذه بلغاريا على الطريق نحو اليورو قبل استيفاء جميع معايير ماستريخت، وبالتالي القرار اللاحق لمجلس الاتحاد الأوروبي بإدخال اليورو في بلغاريا. وبعد أن يتخذ المجلس قراراً آخر بشأن هذه القضية، فمن المقرر اعتماد بعض اللوائح والقوانين الفرعية الأخرى التي ستنظم بمزيد من التفصيل ما هو مكتوب في حزمة القوانين التي اعتمدتها بلغاريا على طريقها إلى منطقة اليورو. في 20 أغسطس 2024 وقع الرئيس رومن راديف مرسومًا بإصدار قانون اليورو في الجريدة الرسمية للدولة البلغارية والذي دخل حيز التنفيذ رسميًا.